# Liparis fabricii
Liparis fabricii és una espècie de peix pertanyent a la família dels lipàrids.

## Descripció
- El mascle fa 20cm de llargària màxima i la femella 12,7.
- Aleta caudal arrodonida i petita.[3][4]

## Alimentació
Menja crustacis i cucs bentònics i pelàgics.

## Hàbitat
És un peix marí i batidemersal que viu entre 12 i 1.800 m de fondària.

## Distribució geogràfica
Es troba als Estats Units (incloent-hi Alaska), el Canadà, Groenlàndia, Islàndia, Rússia i Svalbard.

## Observacions
És inofensiu per als humans.